# Братолюбівка (Кропивницький район)
Братолю́бівка — село в Україні, у Гурівській сільській громаді Кропивницького району Кіровоградської області. Населення становить 502 осіб. До 2020 року центр Братолюбівської сільської ради.

## Географія
Селом протікає річка Балка Дубровина.

## Історія
Станом на 1886 рік у містечку, центрі Братолюбівської волості Олександрійського повіту Херсонської губернії, мешкало 220 осіб, налічувалось 33 дворових господарства, існувала станова квартира 3-го стану, Свято-Духівська православна церква, церковно-приходська школа, відкрита у 1862 році, єврейська синагога, 18 лавок, 2 постоялих двори, винний погріб, відбувалось 7 ярмарків на рік: Явдохин, Провідний, Троїцький, Маковіївський, Покровський, Козьмо-Дем'янський, Миколаївський (6 грудня). За 22 версти — залізнична станція, готель.

## Населення
Згідно з переписом УРСР 1989 року чисельність наявного населення села становила 992 особи, з яких 450 чоловіків та 542 жінки.
За переписом населення України 2001 року в селі мешкало 845 осіб.

### Мова
Розподіл населення за рідною мовою за даними перепису 2001 року:
| Мова       | Відсоток |
| ---------- | -------- |
| українська | 96,84 %  |
| російська  | 2,43 %   |
| білоруська | 0,36 %   |
| молдовська | 0,12 %   |
| румунська  | 0,12 %   |
| угорська   | 0,12 %   |

## Відомі люди
- Бєлоярцев Михайло Володимирович (1882—1959) — багаторічний завідувач братолюбівською земською, згодом сільською лікарнею, заслужений лікар України.
- Бурейко Георгій Семенович (1932—2017) — заслужений журналіст України, з 19 по 2000 р.р. — головний редактор газети «Зоря» (Дніпропетровськ), голова правління Дніпропетровської організації СЖУ (1977—1990).
- Давидов Микола Львович (*1856 — †1930) — юрист, мировий суддя Братолюбівки протягом 30 років, дендролог, садівник, засновник парку «Веселі Боковеньки».
- Козьма Олександр Іванович (*12.12.1871 — †1945) - генерал-хорунжий Армії УНР.
- Мержанов Федір Миколайович (21.04.1891 -) - нар. в Братолюбівці. Автор спогадів про Олександрію за період з 1895 р. до так зв. революції. Один з ініціаторів і засновників Олександрійського краєзнавчого музею, до фондів якого передав фотографії, документи, газети, «Журнали засідань» Олександрійського повітового земства, книги ХІХ — ХХ ст.